# 국도 제40호선 (일본)

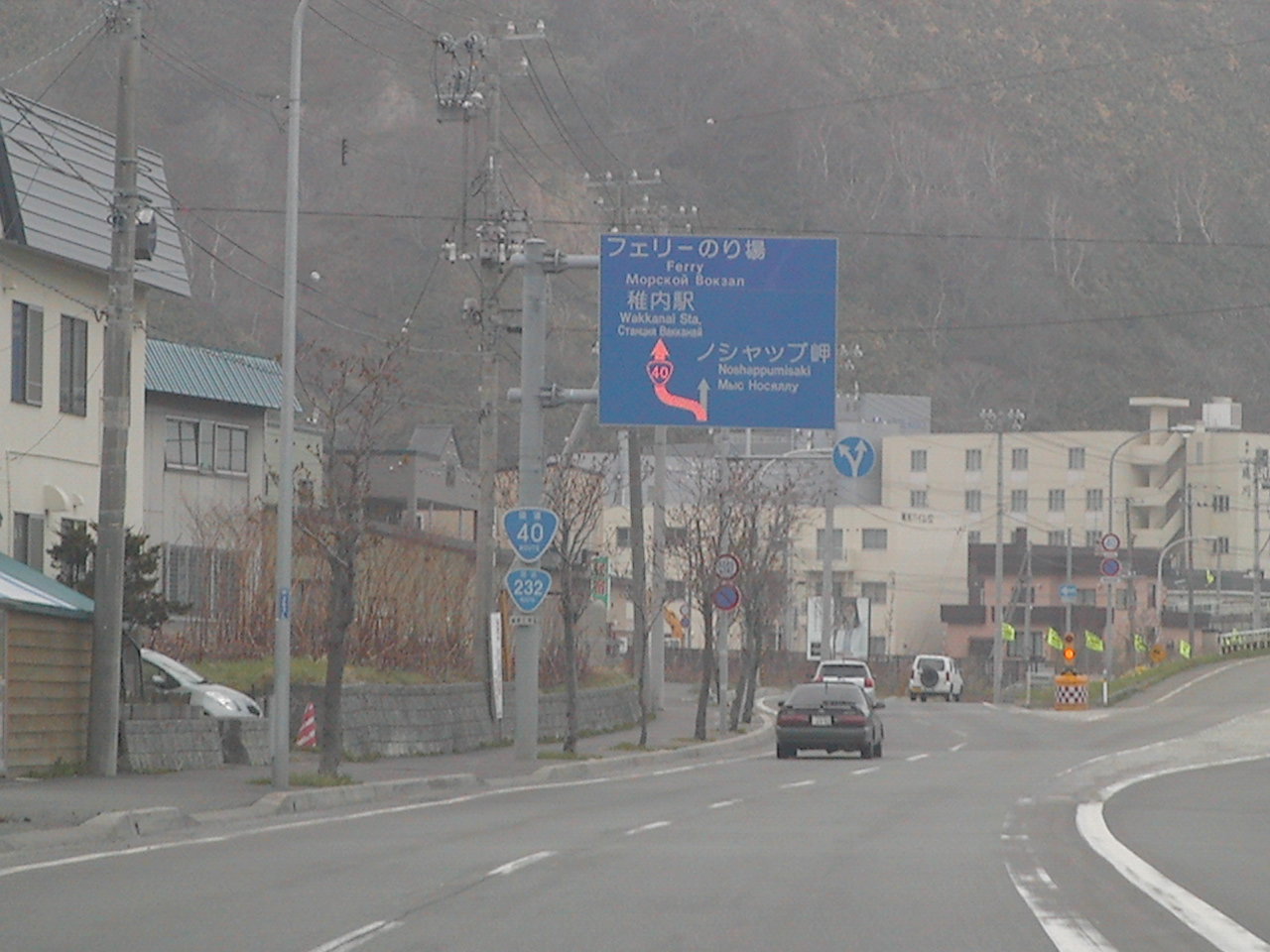
일본 40번 국도 (왓카나이시의 시가지 일대)

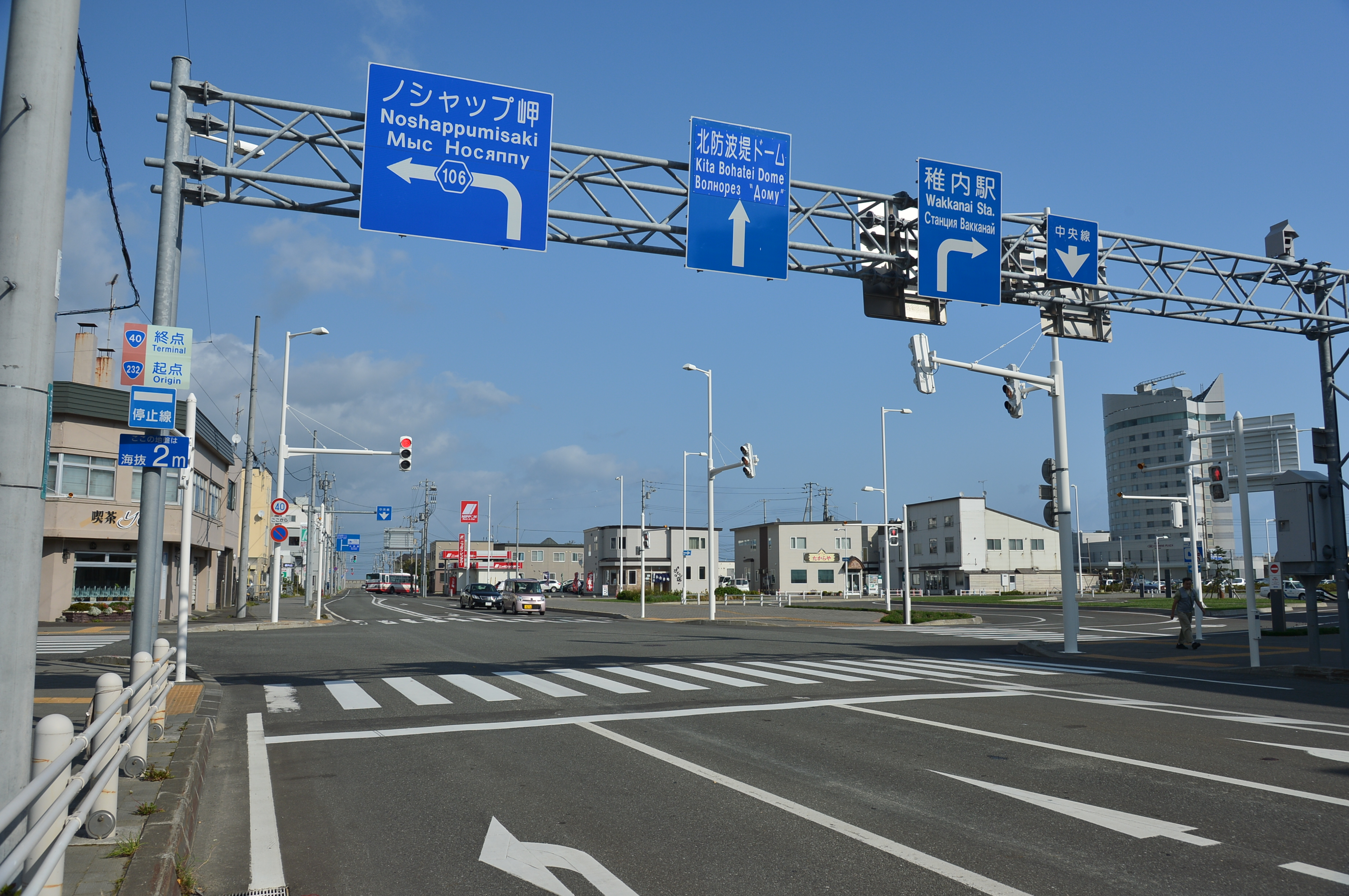
40번 국도의 종점이자 232번 국도의 기점 (왓카나이 역앞)

일본 40번 국도(일본어: 国道40号→국도 40호)는 홋카이도 아사히카와시에서 왓카나이시까지 이어주는 총 연장 299.2 km 거리를 가진 일본의 일반 국도이다. 그러나 이 국도는 홋카이도 최북단을 종단하고 있는 몇 안되는 국도 노선 중의 하나이다.

## 개요
시베쓰시에서 나요로시 사이의 구간은 239번 국도와 중복되고, 비후카정에서 오토이넷푸촌까지는 275번 국도와 겹쳐지며, 데시오정에서 왓카나이시까지는 232번 국도와 중복되는 등 3개의 구간이 서로 다른 노선끼리 중복되기도 한다.

### 노선 정보
일반 국도의 노선을 지정하고 있는 정령에 근거하고 있는 기종점 및 경유지는 아래와 같다.
- 기점 : 구시로시 (구시로시 조도리6초메 3-141 : 조도리6초메/7초메 교차로 = 12번 국도의 교점)
- 종점 : 왓카나이시 (왓카나이시 주오2초메 1441-1 : 주오2초메 교차로 = 왓카나이역앞)
- 총 연장 : 299.2 km
- 중용 연장 : 0.0 km
- 실제 연장 : 299.2 km
  - 현도 : 250.0 km
  - 구도 : 없음
  - 신도 : 49.1 km

## 연혁
- 1952년 12월 4일 : 1급 국도 제40호선인 구시로~왓카나이 선으로 지정 시행
- 1965년 4월 1일 : 1, 2급의 구분 폐지와 더불어 일반 국도 제40호선으로 전환

## 지리

### 통과하는 지자체
이 국도는 총체적으로 볼 때 전부 홋카이도를 경유하나, 통과하고 있는 종합진흥국별 경유지들은 다음과 같다.
- 가미카와 종합진흥국
  - 아사히카와시 - 가미카와군 핏푸정 - 가미카와군 왓사무정 - 가미카와군 겐부치정 - 시베쓰시 - 나요로시 - 나카가와군 비후카정 - 나카가와군 오토이넷푸촌 - 나카가와군 나카가와정
- 루모이 진흥국
  - 데시오군 데시오정
- 소야 종합진흥국
  - 데시오군 호로노베정 - 데시오군 도요토미정 - 왓카나이시

### 교차하는 도로
- 국도 제12호선
- 국도 제39호선
- 국도 제239호선
- 국도 제275호선
- 국도 제232호선
- 국도 제238호선

## 특이 사항
일본에서는 몇 안되는 최북단 지역을 관통하고 있는 국도 노선이기도 하다. 대표적으로 보면 이 국도와 238번 국도가 유이하다.